# Croton ceanothifolius
Pour Croton ceanothifolius, Standl. & L.O.Williams, 1952, voir Croton jutiapensis.
Espèce
Croton ceanothifolius est une espèce de plantes à fleurs du genre Croton et de la famille des Euphorbiaceae, présente au sud est du Brésil et en Argentine (Province de Misiones).
Il a pour synonymes :
- Croton ceanothifolius var. itabirensis, Baill., 1864
- Croton itabirensis, Baill., 1864
- Croton minarum, Müll.Arg., 1865
- Oxydectes ceanothifolia, (Baill.) Kuntze